# Татарські Шурути
Татарські Шуру́ти (рос. Татарские Шуруты, чув. Мишер Шурут) — присілок у складі Комсомольського району Чувашії, Росія. Входить до складу Шераутського сільського поселення.
Населення — 272 особи (2010; 281 у 2002).
Національний склад:
- татари — 100 %